# Torskinge kyrka

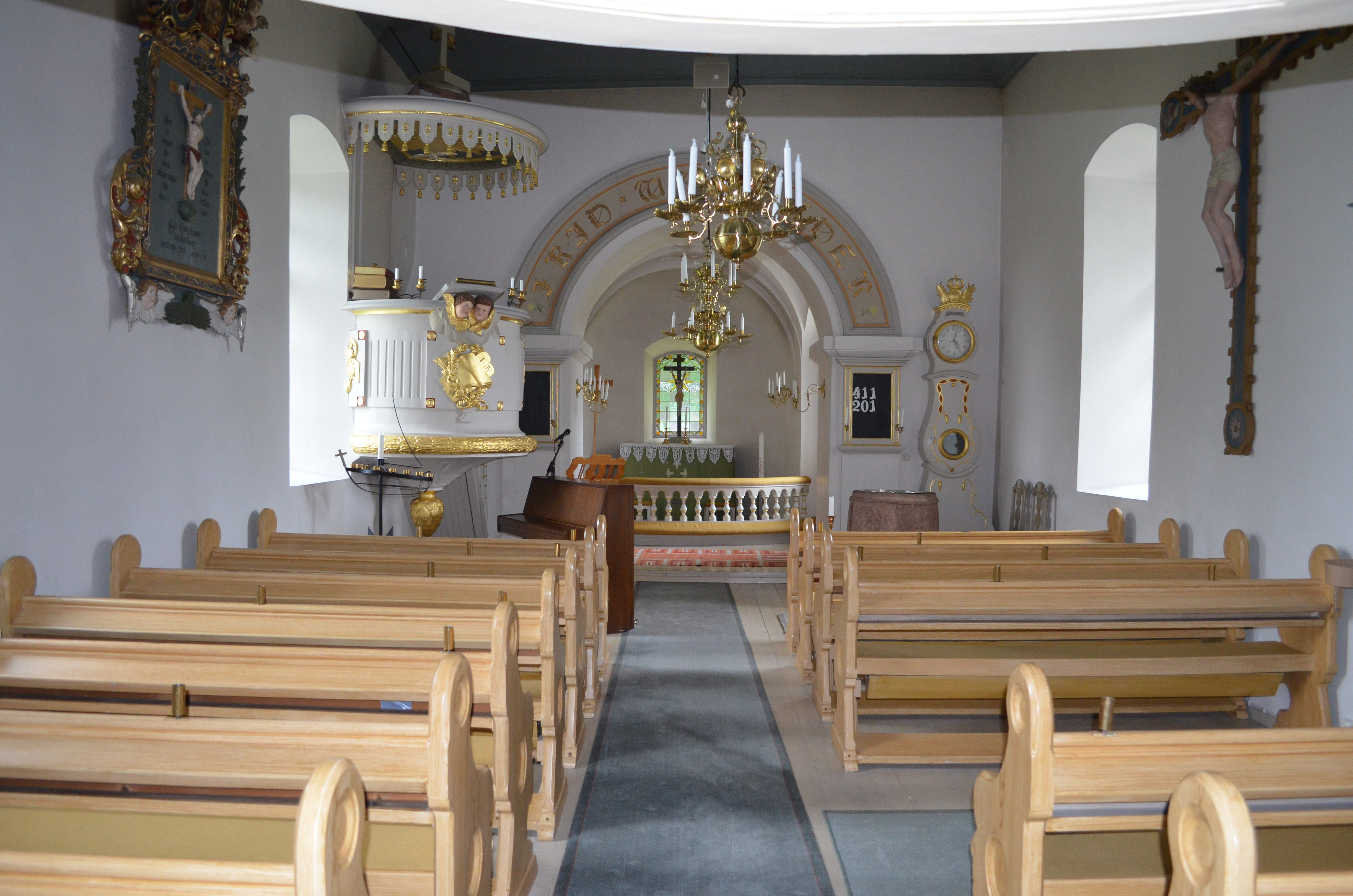
Torskinge kyrkas kykosal

 Torskinge  kyrka en kyrkobyggnad som tillhör Forshedabygdens  församling i Växjö stift. 

## Kyrkobyggnaden
Under 1800-talet var det nära att kyrkan blivit riven. Stiftet förordade med hänvisning till en kunglig kungörelse från den 19 juni 1830 ett gemensamt kyrkbygge med Forsheda församling. Efter 30 års strid gjordes striden upp i godo. Församlingen fick behålla sin kyrka. 
Kyrkan är byggd av gråsten under slutet av 1100-talet eller början av 1200-talet. Den är ursprungligen en romansk byggnad bestående av långhus, kor och absid i öster. Kyrkan utökades åt väster under 1700-talets början. Eventuellt ombyggdes eller nybyggdes sakristian på norra sidan vid detta tillfälle.
En omfattande renovering efter ritningar av arkitekt Gustaf Hermansson skedde 1903-05.Ett vapenhus uppfördes på kyrkans södra sida. Kyrkan fick till sitt inre en nationalromantisk prägel. Kyrkorummet har ett plant trätak medan korpartiet är försett med kryssvalv. De tidigare små fönstergluggarna har uppförstorats samtidigt som norra väggen, som ursprungligen saknade ljusöppningar, erhållit salkyrkofönster. Klockstapeln uppfördes 1678. Den är inbyggd med bräder och innesluter två klockor: Storklockan av okänd ålder, omgjuten 1772 och lillklockan inköpt 1715.

## Inventarier
- Altartavla anskaffad 1733.
- Triumfkrucifix daterat till 1400-talet.
- Altarring med svarvade balusterdockor.
- Dopfunt av sandsten från 1200-talet.
- Predikstol med ljudtak, rundformad och rikt förgylld. Den är utförd av Sven Nilsson Morin, Gnosjö.
- Öppen bänkinredning som tillkom 1903-05.
- Orgelläktare

### Orgel
- Den nuvarande orgeln är byggd 1875 av Johannes Andersson i Långaryd. Den renoverades 1971 av Västbo Orgelbyggeri, Långaryd. Orgeln är mekanisk.

| Manual        | Svällverk II | Pedal       | Koppel  |
| Gedackt 8’    | Rörflöjt 8’  | Borduna 16’ | Man/Ped |
| Salicional 8' |              | Man 4'/Ped  |         |
| Principal 4’  |              |             |         |
| Täckflöjt 4'  |              |             |         |
| Oktava 2'     |              |             |         |